# Judd Trump
Judd Trump (født 21. august 1989) er en engelsk professionel snookerspiller fra Bristol. Han er den yngste spiller der har lavet et maksimum break i en officiel turnering, da han i en alder af 14 år slog rekorden som Ronnie O'Sullivan havde haft i tretten år.
Trump vandt en række juniormesterskaber inden han blev professionel i 2005. Under Welsh Open i 2006 blev han den yngste spiller der nogensinde har kvalificeret sig til finalerunden i en rankingturnering. Han blev også den yngste spiller, der har kvalificeret sig til VM i snooker, da han slog James Wattana i den sidste kvalifikationsrunde. De hidtil eneste 17-årige, der indtil da havde kvalificeret sig til en VM-turnering, var Stephen Hendry og Ronnie O'Sullivan.
Judd Trump fik sit store gennembrud i 2011, hvor han først vandt China Open og senere sluttede sæsonen af med at nå VM-finalen, hvor han dog måtte se sig besejret af den langt mere erfarne John Higgins.